# Kovílkino
Kovílkino (mokxa: Лашма ош, Lašma oš; rus: Ковы́лкино) és una ciutat de la República de Mordòvia, a Rússia, segons el cens del 2020 tenia 18.857 habitants.